# Laguna de Cumbal
Laguna de Cumbal är en sjö i Colombia.   Den ligger i departementet Nariño, i den sydvästra delen av landet, 600 km sydväst om huvudstaden Bogotá. Laguna de Cumbal ligger 3 426 meter över havet. Arean är 2,0 kvadratkilometer. Trakten runt Laguna de Cumbal består i huvudsak av gräsmarker. Den sträcker sig 2,0 kilometer i nord-sydlig riktning, och 1,7 kilometer i öst-västlig riktning.